# جون جورج نيكولاي
جون جورج نيكولاي (بالإنجليزية: John George Nicolay) (و. 1832 – 1901 م) هو كاتب عمومي، وكاتب من الولايات المتحدة الأمريكية .

## روابط خارجية
- جون جورج نيكولاي على موقع الموسوعة البريطانية (الإنجليزية)